# Severino Lojodice
Severino Lojodice (Milano, 25 ottobre 1933 – 18 settembre 2023) è stato un calciatore italiano, di ruolo mezzala o ala.

## Biografia[2]
Cresciuto nelle giovanili del Fanfulla, compie la trafila verso il calcio di vertice passando in rapida successione alla Cremonese in Serie C e al Monza in Serie B, dimostrando confidenza con la rete (8 reti a Cremona, 10 a Monza), per poi approdare nell'estate 1956 alla Roma.

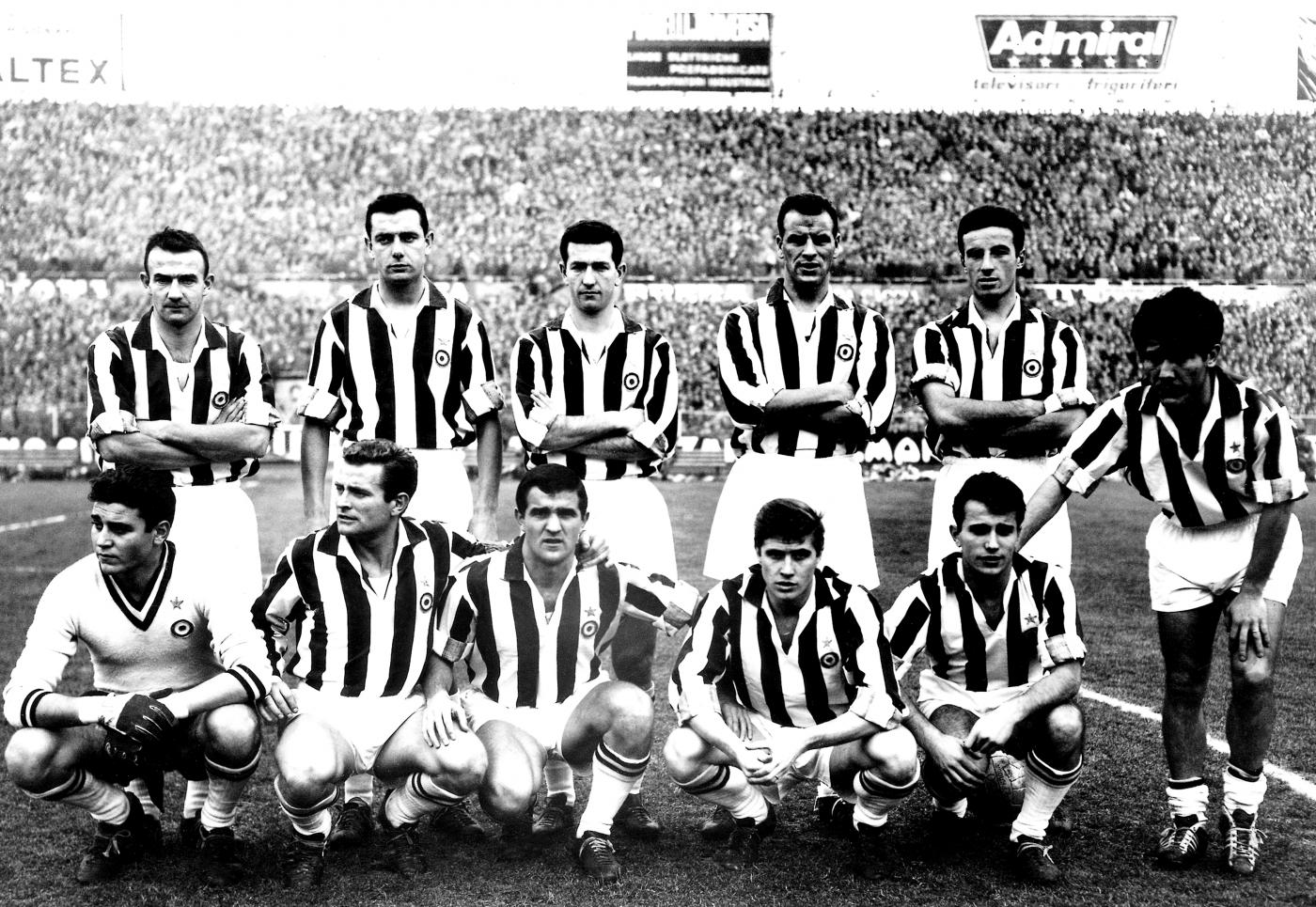
Lojodice (in piedi, al centro) nella Juventus del 1959-1960

Nella capitale, dove resta per tre stagioni, Lojodice si impone subito come titolare e, dopo una prima annata di ambientamento (3 reti all'attivo), aumenta notevolmente il suo bottino di reti, andando a segno in 10 occasioni nella stagione 1957-1958 e in 11 nella stagione 1958-1959, risultando in entrambi i casi il secondo marcatore stagionale dei giallorossi. Durante la sua militanza nella Roma, Lojodice ottiene due presenze nella Nazionale Under-23.
Nel 1959 passa alla Juventus dove, pur in una stagione trionfale per i bianconeri che conquistano lo scudetto e la Coppa Italia, non riesce a ripetersi, con 8 presenze in campionato e una rete nel successo esterno contro il Bari. Nella stagione 1960-1961, dopo aver totalizzato ulteriori tre presenze in bianconero, nella sessione autunnale del calciomercato viene ceduto alla Sampdoria insieme ad un notevole conguaglio in denaro in cambio del promettente Bruno Mora.
A Genova Lojodice disputa il resto della stagione, contribuendo pur senza andare a rete al quarto posto finale dei blucerchiati (miglior risultato della storia dei liguri fino ad allora), quindi torna in Serie B nelle file del Brescia, dove disputa due stagioni, per poi ritornare a Monza, disputando coi brianzoli il campionato di Serie B 1963-1964 e lasciando quindi il calcio ad alto livello.
In carriera ha collezionato complessivamente 120 presenze e 25 reti in Serie A e 69 presenze e 19 reti in Serie B.

## Palmarès
- Campionato italiano: 1

Juventus: 1959-1960
- Coppa Italia: 1

Juventus: 1959-1960
- IV Serie: 1

Cremonese: 1953-1954